# Oyón-Oion
Oyón-Oion – gmina w Hiszpanii, w prowincji Araba, w Kraju Basków, o powierzchni 45,18 km². W 2011 roku gmina liczyła 3305 mieszkańców.